# Études théologiques et religieuses
Pour les articles homonymes, voir ETR.
Études théologiques et religieuses (ETR) est une revue scientifique à comité de lecture, fondée en 1926. Elle remplace la revue éditée par la faculté de théologie protestante de Montauban jusqu'en 1915. 
Elle publie quatre numéros par an en français. Organe de diffusion de la recherche de l’Institut protestant de théologie, éditée par la faculté de théologie protestante de Montpellier, ETR participe aux débats qui animent les sciences religieuses, en premier lieu la théologie protestante et, plus largement, chrétienne.
Son champ de recherche couvre notamment les études bibliques, l'exégèse, l'éthique et la philosophie. Ses collaborateurs appartiennent à diverses facultés de théologie françaises ou francophones : Belgique, Suisse, Québec, etc.
ETR est soutenue par le Centre national du livre.